# Trechus kricheldorffi
Trechus kricheldorffi is een keversoort uit de familie van de loopkevers (Carabidae). De wetenschappelijke naam van de soort werd in 1913 gepubliceerd door Hans Wagner.